# Ісакова (Байкаловський район)
Іса́кова (рос. Исакова) — присілок у складі Байкаловського району Свердловської області. Входить до складу Байкаловського сільського поселення.
Населення — 82 особи (2010, 102 у 2002).
Національний склад населення станом на 2002 рік: росіяни — 93 %.